# Forster Fitzgerald Arbuthnot
Forster Fitzgerald Arbuthnot (21 maggio 1833 – 25 maggio 1901) è stato un orientalista e traduttore britannico.
Arbuthnot fu un grande esperto di letteratura antica della Persia (attuale Iran) e India. Egli collaborò con Sir Richard Burton nella traduzione del Kāma Sūtra of Vatsayana (1883), e scrisse i libri Arabic Authors, The Mysteries of Chronology,  e The Ananga Ranga. Egli curò The Rauza-Us-Safa (Rawḍat al-safā’), o Giardino della Purezza (Garden of Purity) di Muhammad Bin Khavendshah Bin Mahmud, tradotto da E. Rehatsek.  
Per merito del suo operato su diversi capolavori in lingua araba, la letteratura persiana e indiana iniziò a essere conosciuta in Occidente.